# أندرزي إيفان
أندرزي إيفان (بالبولندية: Andrzej Iwan)‏ (مواليد 10 نوفمبر 1959) هو لاعب كرة قدم. يلعب مع منتخب بولندا لكرة القدم. سبق له أن لعب في كأس العالم لكرة القدم مع منتخب بلاده.

## روابط خارجية
- أندرزي إيفان على موقع الاتحاد الدولي (مؤرشف)  (الإنجليزية)
- أندرزي إيفان على موقع قاعدة بيانات كرة القدم.إي يو (الإنجليزية)
- أندرزي إيفان على موقع بيانات كرة القدم. دي إي (الألمانية)
- أندرزي إيفان على موقع ناشيونال فوتبول تيمز (الإنجليزية)
- أندرزي إيفان على موقع Soccerway.com (الإنجليزية)
- أندرزي إيفان على موقع عالم كرة القدم.نت (الإنجليزية)